# Ведран Шкоро
Ведран Шкоро је босанскохерцеговачки новинар, уредник и ТВ водитељ.

## Биографија
Ведран Шкоро је рођен у Мостару 1965. године, гдје се завршио основну и средњу школу. Студирао је грађевину на Грађевинском факултету Универзитета Џемал Биједић у родном граду. Звање дипломирани инжењер грађевине конструктивно – извођачки смијер стиче 1990. године. 
Упркос стеченом звању, већ више од 25 година се бави новинарством.
Ожењен је. Живи и ради у Бања Луци.

## Каријера
Новинарством се почео бавити у мају 1992. године, а од позиције сарадника до директора програма, прошао је све степенице – од новинара сарадника, до новинара, редактора, уредника, уредника емисија, уредника Дневника, шефа Деска до директора програма Јавног сервиса. 
Од 1998. до 2000. године био је руководилац Информативно – техничког центра у Источном Сарајеву. У периоду од 2002. до 2003. године био је директор програма ТВ РС. Као координатор менаџера радио је 2003. године, а потом као саветник генералног директора за односе продукције и маркетинга у Кабинету генералног директора Радио – телевизије Републике Српске (РТРС). 
Утемељивач је политичког магазина „Печат“, који се и данас приказује на РТРС-у. Са Јавног сервиса РС 2007. године је прешао на Алтернативну телевизију Бањалука, гдје и данас ради. 
Пет година је уређивао и водио емисију „Амплитуда“ чији је аутор. Емисија се приказивала пет година. 
Тренутно уређује и води политички ток шоу „Апостроф“. У својој емисији угостио је више од 1000 саговорника међу којима су политичари, аналитичари и други стручњаци из Босне и Херцеговине и региона.
У његовом студију нашли су се Милорад Додик, председник Републике Српске, Огњен Тадић, бивши предсједник Српске демократске странке, највеће опозиционе партије у РС. У емисији су гостовали и Младен Иванић, предсједавајући Председништва БиХ из реда српског народа, Вукота Говедарица, тренутни председник СДС-а, те политичари из региона, Александар Вучић, председник Србије и Весна Пусић, бивша шефица дипломатије Хрватске. Осим политичара, гости емисије су били и глумци Бранислав Лечић, Емир Хаџихафизбеговић, Иван Пернар, Александар Стојковић Пикси и многи други. Емисија се бави актуелним темама, о којима говоре саговорници из различитих области. 
Предизборни ТВ дуел кандидата за председника Републике Српске – Милорада Додика испред коалиције окупљене око Савеза независних социјал-демократа (СНСД-СП-ДНС) и Огњена Тадића испред Савеза за промене који су чиниле странке опозиције СДС, ПДП, НДП, СРС РС, ПУП РС и ССССБ је водио 2014. године. Дуел су, осим политички супротстављених ставова, обележиле тензије на граници вербалног сукоба. Како је пар година касније и сам Шкоро признао, да би се страсти стишале, тражио је од режије да пусти рекламе, а када је разговор ван етера постао још оштрији, прекинуо га је брзим враћањем у етер. Милорад Додик је тада побиједио на изборима, а поједини аналитичари управо овај дуел сматрају преломним тренутком када су неопредељени бирачи одлучили за кога да гласају.
Ведран Шкоро је уредник Информативно – политичког програма Алтернативне телевизије.

## Приватни живот
Ведран Шкоро је тренутно једно од најпознатијих ТВ лица у Републици Српској. 
Осим по својим емисијама, познат је и по истанчаном модном стилу који је годинама градио. Одјећу бира сам, а воли класична одијела у црној и тегет боји.
Од дјетињства навија за Фудбалски клуб Партизан. 
Предсједник је бањалучког Удружења Херцеговаца, које његује традицију тога краја, те организује дружења Херцеговаца из цијелог региона.